# Walksfelde
Walksfelde là một đô thị thuộc huyện Lauenburg, trong bang Schleswig-Holstein, Đức. Đô thị Walksfelde có diện tích 3,51 km², dân số thời điểm ngày 31 tháng 12 năm 2006 là 185 người.